# Galinagues
Galinagues ist eine französische Gemeinde mit 31 Einwohnern (Stand 1. Januar 2022) im Département Aude in der Region Okzitanien. Sie gehört zum Kanton La Haute-Vallée de l’Aude und zum Arrondissement Limoux. Nachbargemeinden sind Espezel im Nordwesten, Belfort-sur-Rebenty im Norden, Rodome im Osten und Mazuby im Südwesten.
Die kleine Gemeinde lebt überwiegend von der Vermietung von Ferienhäusern. Das nächste Skigebiet ist etwa 15 Kilometer entfernt.

## Bevölkerungsentwicklung
| Jahr                       | 1962 | 1968 | 1975 | 1982 | 1990 | 1999 | 2007 | 2015 |
| -------------------------- | ---- | ---- | ---- | ---- | ---- | ---- | ---- | ---- |
| Einwohner                  | 57   | 42   | 26   | 31   | 28   | 41   | 43   | 28   |
| Quellen: Cassini und INSEE |      |      |      |      |      |      |      |      |